# Tsagkarópoulo
Tsagkarópoulo är en ort i Grekland.   Den ligger i prefekturen Nomós Prevézis och regionen Epirus, i den centrala delen av landet, 280 km nordväst om huvudstaden Aten. Tsagkarópoulo ligger 528 meter över havet och antalet invånare är 189.
Terrängen runt Tsagkarópoulo är kuperad åt nordväst, men åt sydost är den bergig. Runt Tsagkarópoulo är det ganska glesbefolkat, med 29 invånare per kvadratkilometer. Närmaste större samhälle är Filippiáda, 15,1 km söder om Tsagkarópoulo. Trakten runt Tsagkarópoulo består till största delen av jordbruksmark.